# Effectif des équipes à la Coupe des confédérations 1995
Pour un article plus général, voir Coupe des confédérations 1995.
Cette page contient la liste de toutes les équipes et leurs joueurs ayant participé à la Coupe des Confédérations 1995 en Arabie saoudite.

## Groupe A

### Arabie saoudite
Sélectionneur : Mohammed al-Kharashy
| No. | Pos.      | Joueur               | Date de naissance et âge | Sélec. | Club                  |
| --- | --------- | -------------------- | ------------------------ | ------ | --------------------- |
| 1   | Gardien   | Mohammed al-Deayea   |                          |        | Al Ta'ee Ha'il        |
| 2   | Défenseur | Ramzi al-Muwallid    |                          |        |                       |
| 3   | Défenseur | Mohammed al-Khilaiwi |                          |        | Al Ittihad Djeddah    |
| 4   | Défenseur | Abdullah Zubromawi   |                          |        | Al Ahly Djeddah       |
| 5   | Défenseur | Ahmad Jamil Madani   |                          |        | Al Ittihad Djeddah    |
| 6   | Milieu    | Fuad Amin            |                          |        | Al Shabab Riyad       |
| 7   | Milieu    | Fahad al-Ghesheyan   |                          |        | Al Hilal Riyad        |
| 8   | Milieu    | Saleh al-Saleh       |                          |        |                       |
| 9   | Attaquant | Sami al-Jaber        |                          |        | Al Hilal Riyad        |
| 10  | Milieu    | Saeed al-Owairan     |                          |        | Al Shabab Riyad       |
| 11  | Attaquant | Fahad al-Mehallel    |                          |        | Al Hilal Riyad        |
| 12  | Milieu    | Ahmed Eesa           |                          |        |                       |
| 13  | Attaquant | Turki Awad           |                          |        | Al Hilal Riyad        |
| 14  | Milieu    | Khalid al-Muwallid   |                          |        | Al Ahly Djeddah       |
| 15  | Défenseur | Saleh al-Dawod       |                          |        | Al Shabab Riyad       |
| 16  | Milieu    | Hussain Korshi       |                          |        |                       |
| 17  | Attaquant | Obeid al-Dosari      |                          |        | Al Wahda La Mecque    |
| 18  | Attaquant | Salem al-Alawi       |                          |        | Al Shabab Riyad       |
| 19  | Gardien   | Hussein al-Sadiq     |                          |        | Al Qadisiya Al Khubar |
| 20  | Milieu    | Hamzah Saleh         |                          |        | Al Ahly Djeddah       |

### Danemark
Sélectionneur : Richard Moller Nielsen
| No. | Pos.      | Joueur              | Date de naissance et âge | Sélec. | Club             |
| --- | --------- | ------------------- | ------------------------ | ------ | ---------------- |
| 1   | Gardien   | Peter Kjaer         | 5 novembre 1965          |        | Silkeborg IF     |
| 2   | Défenseur | Jacob Friis Hansen  | 7 août 1973              |        | Lille OSC        |
| 3   | Défenseur | Marc Rieper         | 5 juin 1968              |        | West Ham United  |
| 4   | Défenseur | Jes Høgh            | 7 mai 1966               |        | AaB Ålborg       |
| 5   | Défenseur | Jens Risager        | 9 avril 1971             |        | Brøndby IF       |
| 6   | Défenseur | Michael Schjonberg  | 9 juin 1967              |        | OB Odense        |
| 7   | Défenseur | Brian Steen Nielsen | 28 décembre 1968         |        | Fenerbahçe SK    |
| 8   | Milieu    | Johnny Hansen       | 25 mars 1964             |        | OB Odense        |
| 9   | Attaquant | Mark Strudal        | 29 avril 1968            |        | Brøndby IF       |
| 10  | Milieu    | Michael Laudrup     | 15 juin 1964             |        | Real Madrid      |
| 11  | Attaquant | Brian Laudrup       | 22 février 1969          |        | Rangers FC       |
| 12  | Défenseur | Jacob Laursen       | 6 octobre 1971           |        | Silkeborg IF     |
| 13  | Milieu    | Jesper Kristensen   | 9 octobre 1971           |        | Brøndby IF       |
| 14  | Milieu    | Morten Wieghorst    | 27 février 1971          |        | Dundee United FC |
| 15  | Défenseur | Carsten Hemmingsen  | 18 décembre 1970         |        | OB Odense        |
| 16  | Gardien   | Lars Høgh           | 14 janvier 1959          |        | OB Odense        |
| 17  | Attaquant | Peter Rasmussen     | 16 mai 1967              |        | AaB Ålborg       |
| 18  | Attaquant | Bo Hansen           | 16 juin 1972             |        | Brøndby IF       |
| 19  | Gardien   | Mogens Krogh        | 31 octobre 1963          |        | Brøndby IF       |

### Mexique
Sélectionneur : Miguel Mejía Barón
| No. | Pos.      | Joueur              | Date de naissance et âge | Sélec. | Club                  |
| --- | --------- | ------------------- | ------------------------ | ------ | --------------------- |
| 1   | Gardien   | Jorge Campos        |                          |        | Pumas UNAM            |
| 2   | Défenseur | Claudio Suárez      |                          |        | Pumas UNAM            |
| 4   | Milieu    | Ignacio Ambríz      |                          |        | Club Necaxa           |
| 5   | Milieu    | Ramón Ramírez       |                          |        | Chivas de Guadalajara |
| 6   | Milieu    | Marcelino Bernal    |                          |        | Club Toluca           |
| 7   | Attaquant | Carlos Hermosillo   |                          |        | CD Cruz Azul          |
| 8   | Milieu    | Alberto García Aspe |                          |        | Club Necaxa           |
| 9   | Milieu    | Jorge Rodríguez     |                          |        | Santos Laguna         |
| 10  | Milieu    | Luis García Postigo |                          |        | Club América          |
| 11  | Attaquant | Luis Roberto Alves  |                          |        | Club América          |
| 12  | Gardien   | Adrián Chávez       |                          |        | Club América          |
| 13  | Défenseur | Manuel Vidrio       |                          |        | Chivas de Guadalajara |
| 14  | Milieu    | Joaquín del Olmo    |                          |        | Club América          |
| 15  | Défenseur | Gerardo Esquivel    |                          |        | Club Necaxa           |
| 16  | Milieu    | Alberto Coyote      |                          |        | Chivas de Guadalajara |
| 17  | Milieu    | Benjamín Galindo    |                          |        | Santos Laguna         |
| 18  | Attaquant | Cuauhtemoc Blanco   |                          |        | Club América          |
| 20  | Gardien   | Nicolas Navarro     |                          |        | Club Necaxa           |
| 21  | Défenseur | Raúl Gutiérrez      |                          |        | CF Atlante            |

## Groupe B

### Argentine
Sélectionneur : Daniel Passarella
| No. | Pos.      | Joueur                      | Date de naissance et âge | Sélec. | Club                   |
| --- | --------- | --------------------------- | ------------------------ | ------ | ---------------------- |
| 1   | Gardien   | Carlos Bossio               | 1er décembre 1973        |        | Estudiantes            |
| 2   | Défenseur | Roberto Ayala               | 14 avril 1973            |        | C.A. River Plate       |
| 3   | Défenseur | José Chamot                 | 17 mai 1969              |        | SS Lazio               |
| 4   | Défenseur | Javier Zanetti              | 10 août 1973             |        | C.A. Banfield          |
| 5   | Milieu    | Hugo Pérez                  | 6 octobre 1968           |        | C.A. Independiente     |
| 6   | Défenseur | Néstor Fabbri               | 29 avril 1968            |        | C.A. Boca Juniors      |
| 7   | Milieu    | Ariel Ortega                | 4 mars 1974              |        | C.A. River Plate       |
| 8   | Milieu    | Marcelo Escudero            | 25 juillet 1972          |        | Newell's Old Boys      |
| 9   | Attaquant | Gabriel Batistuta           | 1er février 1969         |        | AC Fiorentina          |
| 10  | Milieu    | Marcelo Espina              | 28 avril 1967            |        | Club Atlético Platense |
| 11  | Attaquant | Pascual Rambert             | 30 janvier 1974          |        | C.A. Independiente     |
| 12  | Gardien   | Germán Burgos               | 16 avril 1969            |        | C.A. River Plate       |
| 13  | Défenseur | Pablo Rotchen               | 23 avril 1973            |        | C.A. Independiente     |
| 14  | Défenseur | Rodolfo Martin Arruabarrena | 20 juillet 1975          |        | C.A. Boca Juniors      |
| 15  | Défenseur | Nelson Vivas                | 18 octobre 1969          |        | C.A. Boca Juniors      |
| 16  | Milieu    | Rubén Jiménez               |                          |        |                        |
| 17  | Milieu    | Marcelo Gallardo            | 18 janvier 1976          |        | C.A. River Plate       |
| 18  | Milieu    | Gustavo López               | 13 avril 1973            |        | C.A. Independiente     |
| 19  | Attaquant | Hernán Crespo               | 5 juillet 1975           |        | C.A. River Plate       |
| 20  | Milieu    | Christian Bassedas          | 16 février 1973          |        | C.A. Vélez Sársfield   |

### Japon
Sélectionneur : Shu Kamo
| No. | Pos.      | Joueur               | Date de naissance et âge | Sélec. | Club                |
| --- | --------- | -------------------- | ------------------------ | ------ | ------------------- |
| 1   | Gardien   | Shigetatsu Matsunaga |                          |        | Yokohama Marinos    |
| 2   | Défenseur | Yoshihiro Natsuka    |                          |        | Bellmare Hiratsuka  |
| 3   | Défenseur | Satoshi Tsunami      |                          |        | Verdy Kawasaki      |
| 4   | Défenseur | Masami Ihara         | 18 septembre 1967        |        | Yokohama Marinos    |
| 5   | Défenseur | Tetsuji Hashiratani  |                          |        | Verdy Kawasaki      |
| 6   | Milieu    | Hajime Moriyasu      | 23 août 1968             |        | Sanfrecce Hiroshima |
| 7   | Milieu    | Takumi Horiike       |                          |        | Shimizu S-Pulse     |
| 8   | Milieu    | Tsuyoshi Kitazawa    |                          |        | Verdy Kawasaki      |
| 9   | Attaquant | Toshihiro Yamaguchi  |                          |        | Gamba Osaka         |
| 10  | Milieu    | Ruy Ramos            |                          |        | Verdy Kawasaki      |
| 11  | Attaquant | Kazuyoshi Miura      | 26 février 1967          |        | Verdy Kawasaki      |
| 12  | Gardien   | Shinkichi Kikuchi    |                          |        | Verdy Kawasaki      |
| 13  | Attaquant | Kenta Hasegawa       |                          |        | Shimizu S-Pulse     |
| 14  | Milieu    | Hiromitsu Isogai     |                          |        | Gamba Osaka         |
| 15  | Milieu    | Motohiro Yamaguchi   |                          |        | Yokohama Flügels    |
| 16  | Attaquant | Masahiro Fukuda      |                          |        | Urawa Red Diamonds  |
| 17  | Défenseur | Naoki Sōma           | 19 juillet 1971          |        | Kashima Antlers     |
| 18  | Milieu    | Hiroshige Yanagimoto |                          |        | Sanfrecce Hiroshima |
| 19  | Attaquant | Masayuki Okano       |                          |        | Urawa Red Diamonds  |
| 20  | Gardien   | Nobuyuki Kojima      | 17 janvier 1966          |        | Bellmare Hiratsuka  |

### Nigeria
Sélectionneur : Shaibu Amodu
| No. | Pos.      | Joueur             | Date de naissance et âge | Sélec. | Club                 |
| --- | --------- | ------------------ | ------------------------ | ------ | -------------------- |
| 1   | Gardien   | Peter Rufai        | 24 août 1963             |        | SC Farense           |
| 2   | Défenseur | Augustine Eguavoen | 19 août 1965             |        | KV Courtrai          |
| 3   | Défenseur | Benedict Iroha     | 29 novembre 1969         |        | Vitesse              |
| 4   | Défenseur | Stephen Keshi      | 23 janvier 1962          |        | CCV Hydra            |
| 5   | Défenseur | Uche Okechukwu     | 4 novembre 1967          |        | Fenerbahçe           |
| 6   | Milieu    | Momodu Mutari      | 2 septembre 1976         |        |                      |
| 7   | Milieu    | Barnabas Imenger   | 15 mai 1975              |        |                      |
| 8   | Milieu    | Mutiu Adepoju      | 22 décembre 1970         |        | Racing de Santander  |
| 9   | Attaquant | Dominic Iorfa      | 10 janvier 1968          |        | Southend United FC   |
| 10  | Milieu    | Jay-Jay Okocha     | 14 août 1973             |        | Eintracht Frankfurt  |
| 11  | Attaquant | Emmanuel Amunike   | 25 décembre 1970         |        | Sporting Lisbon      |
| 12  | Attaquant | Samson Siasia      | 14 août 1967             |        | FC Nantes Atlantique |
| 13  | Milieu    | Sunday Oliseh      | 14 septembre 1974        |        | AC Reggiana          |
| 14  | Attaquant | Daniel Amokachi    | 30 décembre 1972         |        | Everton              |
| 15  | Milieu    | Bolji Douglas      |                          |        |                      |
| 16  | Gardien   | Ike Shorunmu       | 16 octobre 1967          |        | Shooting Stars FC    |
| 17  | Défenseur | Samuel Pam         |                          |        |                      |
| 18  | Attaquant | Efan Ekoku         | 8 juin 1967              |        | Wimbledon F.C.       |
| 19  | Défenseur | Michael Emenalo    | 14 juillet 1965          |        | Noots County FC      |
| 20  | Défenseur | Uche Okafor        | 8 août 1967              |        | UD Leiria            |